# Miloš Urban
Miloš Urban (eredeti neve nyolcéves koráig: Miloš Svačina) (Sokolov, 1967. október 4.–) cseh író, fordító, szerkesztő.

## Élete
A prágai Károly Egyetem anglisztika és skandinavisztika tanszékén modern filológiát tanult (1986–1992). 1992 és 2000 között szerkesztőként dolgozott a Mladá fronta kiadónál, 2001-től az Argo kiadónál, amelynek főszerkesztője lett.
Hat regényt, néhány novellát és egy novellagyűjteményt adott ki; könyveit német, spanyol, holland, magyar, orosz és olasz nyelvekre fordították le. Színdaraboknak is szerzője (Trochu lásky, Nože a růže), illetve több novellája jelent meg újságokban (pl. Host) és a Listen kiadó által megjelentetett válogatásban.

## Művei
- Poslední tečka za Rukopisy (Josef Urban álnéven) – Argo, 1998 (második kiadása 2005-ben már a saját neve alatt jelent meg), ISBN 80-7203-662-9 – regény, amelyet főhőse és egyben elbeszélője, Josef Urban tényirodalomként ad elő.
- Sedmikostelí – Argo, 1998, ISBN 80-7203-220-8
- Hastrman – Argo, 2001, ISBN 80-7203-347-6 (Litera-díj az év legjobb prózai könyvéért)
- Paměti poslance parlamentu – Argo, 2002, ISBN 80-7203-405-7
- Stín katedrály – Argo, 2003, ISBN 80-7203-508-8
- Michaela (Max Unterwasser álnéven) – Argo, 2004, ISBN 80-7203-569-X; második kiadása saját neve alatt – Argo, 2008 ISBN 978-80-7203-980-7
- Santiniho jazyk – Argo, 2005, ISBN 80-7203-718-8
- Nože a růže aneb topless party – Větrné mlýny, 2005 – színdarabok
- Pole a palisáda – Argo, 2006, ISBN 80-7203-783-8
- Mrtvý holky – Argo, 2007, ISBN 978-80-7203-870-1 – tíz novellából álló gyűjtemény
- Lord Mord – Argo, 2008, ISBN 978-80-257-0087-7
- Boletus arcanus – Argo, 2011, ISBN 978-80-257-0418-9
- Praga Piccola – Argo, 2012, ISBN 978-80-257-0737-1
- Přišla z moře – Argo, 2014
- Urbo Kune – Argo, 2015

2002 és 2006 között 10 novellát írt. Ezekből öt a Litera kiadó Česká povídka (Cseh novella) című kiadványában jelent meg. A Běloruska, amelyben jelennek meg szereplők korábbi, A katedrális árnya és Santini nyelve című regényeiből is, a Schůzky s tajemstvím című válogatásban jelent meg (2003), a Pražské Jezulátko, amelyet a szerző angolul írt és Lenka Urbanová fordította cseh nyelvre, a Panna nebo netvor (2004) című kötetben jelent meg, a Rozhovor se ženou středního věku a Možná mi porozumíš (2004) c. kötetben, a Smrtečka az Už tě nemiluju (2005) c. kötetben, a Štědrá noc baronky z Erbannu (Variace pro temnou strunu) pedig a Zabij mě líp (2005) címűben. 
Az Občina című novellát a Host folyóirat jelentette meg 2002-ben, nyolcadik számában, a Faun 2002. május 24-én a Hospodářské noviny magazinban, két évvel később pedig az Antologie nové české literatury 1995-2004 című gyűjteményben (szerkesztették: Radim Kopáč, Karolína Jirkalová, Fra, 2004). A Český rozhlas Plzeň és a Český rozhlas 3 – Vltava rádiók műsorukra tűzték a Vlasy c. novellát. Ez a nyolc novella még kettővel kiegészülve (Žádný něžnosti a To strašný kouzlo podzimu) és szerzői szerkesztés után a Mrtvý holky c. kötetben jelent meg (Argo, 2007), három különböző kiadásban (illusztrációkkal és azok nélkül, illetve százpéldányos bibliofil kiadásban).

## Magyarul
- Hastrman, a vizek fejedelme. Földregény; ford., utószó Beke Márton; Kalligram, Pozsony, 2003
- Héttemplom. Gótikus regény Prágából; ford. V. Detre Zsuzsa; Ulpius-ház, Bp., 2004
- A katedrális árnya. Isteni krimikomédia; ford. Beke Márton; Kalligram, Pozsony, 2005
- Santini nyelve. A fény regénye; ford. V. Detre Zsuzsa; Kalligram, Pozsony, 2008

## Fordítás
- Ez a szócikk részben vagy egészben a Miloš Urban című cseh Wikipédia-szócikk ezen változatának fordításán alapul.  Az eredeti cikk szerkesztőit annak laptörténete sorolja fel. Ez a jelzés csupán a megfogalmazás eredetét és a szerzői jogokat jelzi, nem szolgál a cikkben szereplő információk forrásmegjelöléseként.